# Ed Diener
Edward Francis Diener (* 25. Juli 1946 in Glendale, Kalifornien; † 27. April 2021 in Salt Lake City, Utah) war ein US-amerikanischer Psychologe und Autor. Er forschte über 25 Jahre auf dem Gebiet der kulturvergleichenden Glücksforschung beziehungsweise Subjective well-being und war mit 260 Fachartikeln, die in mehr als 30.000 wissenschaftlichen Arbeiten zitiert werden, einer der meistzitierten und bekanntesten Forscher auf diesem Gebiet.
Ab 1999 war Ed Diener Senior Scientist der Gallup Organization und beriet in den Bereichen Well-Being und Positive Psychologie.

## Leben
Diener wurde 1946 in Glendale geboren.
1968 erwarb er seinen ersten akademischen Grad (Bachelor in Psychologie) an der California State University; 1974 den Doktorgrad an der University of Washington. 2008 zog er sich, nach 34 Jahren Fakultätsmitgliedschaft an der University of Illinois, aus der Lehre zurück.
Die Ausrichtung seiner Forschung auf Happiness und Subjective Well-Being begann in den frühen 1980er Jahren. 1980 nahm Diener sein erstes Forschungsjahr auf den Jungferninseln mit dem expliziten Ziel den Fokus seiner Forschung zu verändern. Seine Veröffentlichung Subjective Well-Being (Psychological Bulletin, 1984) wurde die erste umfassendere und später vielzitierte Arbeit auf diesem Gebiet. Mit Daniel Kahneman und Norbert Schwarz gab er 2000 Well-Being: The Foundations of Hedonic Psychology heraus.
In den Jahren 1998 bis 2003 war er Schriftleiter des Journal of Personality and Social Psychology und ist noch Redakteur des Journal of Happiness Studies. Den Journal Perspectives on Psychological Science hat er mitbegründet.
2010 erhielt er einen Ehrendoktortitel von der Freien Universität Berlin.
2012 gewann Diener den Award for Distinguished Scientific Contributions der American Psychological Association, ein Preis für bedeutende theoretische oder empirische Beiträge zur psychologischen Grundlagenforschung. Im selben Jahr wurde er in die American Academy of Arts and Sciences gewählt.
Er starb am 27. April 2021 in Salt Lake City.
Ed Diener war verheiratet mit der Psychologin Carol Diener. Drei seiner fünf Kinder (darunter Robert Biswas-Diener) sind ebenfalls Psychologen.

## Veröffentlichungen (Auswahl)
- mit Jeff Horwitz, Robert A. Emmons: Happiness of the very wealthy. In: Social Indicators Research. Band 16, Nummer 3, 1985, S. 263–274, JSTOR:27521290.
- mit Ed Sandvik, Larry Seidlitz, Marissa Diener: The relationship between income and subjective well-being: Relative or absolute. In: Social Indicators Research. Band 28, Nummer 3, 1993, S. 195–223, JSTOR:27522671.
- mit Eunkook Mark Suh: National differences in subjective well-being. In: Daniel Kahneman, Ed Diener, Norbert Schwarz (Hrsg.): Well-Being. The Foundations of Hedonic Psychology. Russell Sage Fondation, New York NY 1999, ISBN 0-87154-424-5, S. 434–450.
- als Herausgeber mit Eunkook M. Suh: Culture and Subjective Well-Being. MIT Press, Cambridge MA u. a. 2000, ISBN 0-262-04182-0.
- The Collected Works of Ed Diener. 3 Bände.  Springer, Dordrecht u. a. 2009.
  - Band 1: The Science of Well-Being (= Social Indicators Research Series. 37). 2009, ISBN 978-90-481-2349-0;
  - Band 2: Culture and Well-Being (= Social Indicators Research Series. 38). 2009, ISBN 978-90-481-2351-3;
  - Band 3: Assessing Well-Being (= Social Indicators Research Series. 39). 2009, ISBN 978-90-481-2353-7.
- mit Robert Biswas-Diener: Happiness. Unlocking the Mysteries of Psychological Wealth. Blackwell, Malden MA u. a. 2008, ISBN 978-1-4051-4661-6.